# Bande interdite
Pour les articles homonymes, voir bande.

Bandes d'un semiconducteur.

La bande interdite d'un matériau, ou gap, est l'intervalle, situé entre la bande de valence et la bande de conduction, dans lequel la densité d'états électroniques est nulle, de sorte qu'on n'y trouve pas de niveau d'énergie électronique. La largeur de bande interdite, ou band gap en anglais, est une caractéristique fondamentale des matériaux semiconducteurs ; souvent notée Eg, elle est généralement exprimée en électronvolts (eV).

(en) Diagramme représentant la distribution des électrons dans les bandes de différents types de matériaux à l'équilibre. De gauche à droite : métal ; semimétal ; semiconducteur (dopé p, intrinsèque, dopé n) ; isolant. L'énergie est représentée par l'axe vertical, tandis que l'épaisseur horizontale des bandes représente la densité d'états. Les métaux et semimétaux sont dépourvus de bande interdite, contrairement aux semiconducteurs et aux isolants.

## Largeur de bande interdite
| Matériau              | Gap                              | Eg à 300 K      |               |
| Corps simples         | Corps simples                    | Corps simples   | Corps simples |
| --------------------- | -------------------------------- | --------------- | ------------- |
| C (diamant)           | Indirect                         | 5,46 à 5,6 eV   |               |
| Ge                    | Indirect                         | 0,67 eV,        |               |
| Se                    | Direct                           | 1,74 eV         |               |
| Si                    | Indirect                         | 1,12 eV,        |               |
| Semiconducteurs IV-IV |                                  |                 |               |
| SiC 3C                | Indirect                         | 2,36 eV         |               |
| SiC 4H                | Indirect                         | 3,28 eV         |               |
| SiC 6H                | Indirect                         | 3,03 eV         |               |
| Semiconducteurs III-V |                                  |                 |               |
| AlAs                  | Indirect                         | 2,16 eV         |               |
| AlN                   | Direct                           | 6,28 eV         |               |
| AlSb                  | Indirect Direct                  | 1,58 eV 2,2 eV  |               |
| AlxGa1−xAs            | x < 0,4 Direct, x > 0,4 Indirect | 1,42 à 2,16 eV  |               |
| BN cubique            | Indirect                         | 5,96 eV         |               |
| BN hexagonal          | Indirect                         | 6,36 eV         |               |
| GaAs                  | Direct                           | 1,42 eV,        |               |
| GaN                   | Direct                           | 3,44 eV,        |               |
| GaP 3C                | Indirect                         | 2,26 eV,        |               |
| GaSb                  | Direct                           | 0,73 eV,        |               |
| InAs                  | Direct                           | 0,355 eV        |               |
| InN                   | Direct                           | 0,7 eV          |               |
| InP                   | Direct                           | 1,35 eV         |               |
| InSb                  | Direct                           | 0,17 eV         |               |
| InxGa1−xN             | Direct                           | 0,7 à 3,44 eV   |               |
| Semiconducteurs II-VI |                                  |                 |               |
| CdS                   | Direct                           | 2,46 eV         |               |
| CdSe                  | Direct                           | 1,74 eV         |               |
| CdTe                  | Direct                           | 1,49 eV         |               |
| SnS                   | Direct Indirect                  | 1,3 eV 1,0 eV   |               |
| ZnO                   | Direct                           | 3,37 eV         |               |
| ZnS                   | Direct                           | 3,54 et 3,91 eV |               |
| ZnSe                  | Direct                           | 2,70 eV         |               |
| ZnTe                  | Direct                           | 2,3 eV          |               |
| Autres                |                                  |                 |               |
| CuCl                  | Direct                           | 3,4 eV          |               |
| GaTe                  | Direct                           | 1,65 eV         |               |
| TiO2 (anatase)        | Indirect                         | 3,20 eV         |               |
| TiO2 (rutile)         | Direct                           | 3,0 eV          |               |

La largeur de bande interdite correspond à l'énergie qu'un électron doit acquérir pour passer de la bande de valence, où il reste localisé autour d'un noyau atomique, à la bande de conduction, où il devient libre de circuler dans le cristal pour devenir un porteur de charge assurant la conductivité électrique. Elle dépend du quasi-moment {\displaystyle {\vec {p}}} associé par la relation {\displaystyle {\vec {p}}=\hbar \ {\vec {k}}} au vecteur d'onde {\displaystyle {\vec {k}}} des électrons dans le cristal : lorsqu'elle est minimale pour le même quasi-moment entre le niveau le plus élevé de la couche de valence et le niveau le plus bas de la couche de conduction, on dit que le matériau a un gap direct, sinon, il a un gap indirect. Dans la mesure où la quantité de mouvement des photons reste négligeable par rapport à celle des électrons aux niveaux d'énergie considérés, les semiconducteurs à gap direct sont les plus indiqués pour les applications optoélectroniques, car ils ne font intervenir que des transitions entre électrons et photons, sans nécessairement devoir impliquer de phonons pour assurer la conservation de la quantité de mouvement lors du changement de direction du vecteur {\displaystyle {\vec {k}}}.

Semiconducteur à gap direct.
Semiconducteur à gap indirect.

La largeur de bande interdite et sa nature directe ou indirecte dépendent étroitement de la structure cristalline du matériau considéré et ne sont pas spécifiques des éléments chimiques. Ainsi, des isotropes ou des polymorphes d'une même substance peuvent présenter des structures de bandes différentes, de même que l'application de contraintes mécaniques ou simplement des variations de température peuvent affecter la disposition des bandes de valence et de conduction. Il avait par exemple été calculé en 1972 que le germanium, semiconducteur à gap indirect qui cristallise dans le système cubique selon le groupe d'espace Fd3m (no 227) avec une structure diamant, pourrait avoir un gap direct dans le système hexagonal avec une structure wurtzite P63mc (no 186), ; on a pu faire croître en 2020 des cristaux hexagonaux de silicium-germanium à gap direct modulable sur des nanofils d'arséniure de gallium GaAs eux-mêmes à structure cristalline hexagonale.
Pour de nombreux matériaux, la largeur Eg de la bande interdite décroît en fonction de la température T d'abord selon une loi au carré, puis de manière linéaire, à partir d'une valeur maximale Eg(0) à T = 0 K. La valeur Eg(T) peut être estimée par une formule empirique dite loi de Varshni (en) :
{\displaystyle E_{g}(T)\approx E_{g}(0)-{\frac {\alpha T^{2}}{T+\beta }}},
où α et β sont des constantes dépendant des matériaux considérés.
| Matériau | Eg (0)    | α                 | β       |
| -------- | --------- | ----------------- | ------- |
| Si       | 01,170 eV | 04,73 × 10−4 eV/K | 0636 K  |
| Ge       | 00,744 eV | 04,77 × 10−4 eV/K | 0235 K  |
| GaAs     | 01,515 eV | 05,41 × 10−4 eV/K | 0204 K  |
| GaN      | 03,4 eV   | 07,70 × 10−4 eV/K | 0830 K  |
| AlN      | 06,2 eV   | 18 × 10−4 eV/K    | 1 462 K |
| InN      | 00,7 eV   | 02,45 × 10−4 eV/K | 0624 K  |

L'injection d'électrons dans la bande de conduction depuis la bande de valence à travers la bande interdite nécessite une énergie au moins égale à la largeur de celle-ci.

Les notions de bande de valence et de bande de conduction sont étroitement apparentées à celles d'orbitales frontières HOMO et LUMO en chimie.

## Propriétés physiques

### Effets électroniques
Seuls les électrons excités dans la bande de conduction peuvent se déplacer dans le solide et contribuer à sa conductivité électrique. La bande de conduction n'est jamais totalement vide dans un solide mais la quantité d'électrons qui s'y trouvent varie considérablement selon la largeur de la bande interdite. C'est ce qui est à l'origine de la distinction entre matériaux conducteurs, matériaux semiconducteurs et matériaux isolants. Il n'existe pas de définition stricte permettant de classer ces matériaux les uns par rapport aux autres, mais, à titre indicatif, on peut retenir par exemple que les semiconducteurs ont une largeur de bande interdite comprise entre 0,1 et 4 eV, tandis que les matériaux dont la bande interdite est plus large que 4 eV sont plutôt des isolants.

### Effets optiques
La capacité d'un solide à absorber la lumière dépend de sa capacité à absorber l'énergie des photons à travers l'excitation de ses électrons. Dans la mesure où aucun électron ne peut être excité dans la bande interdite entre la bande de valence et la bande de conduction, l'énergie Ep d'un photon doit être supérieure à l'énergie Eg de la bande interdite :
Ep > Eg.
L'énergie d'un photon est liée à la fréquence ν du rayonnement électromagnétique par la relation de Planck-Einstein :
Ep = h ν,
où h est la constante de Planck. Les solides tendent ainsi à être transparents pour les longueurs d'onde supérieures à une valeur correspondant à celle de la largeur de leur bande interdite, raison pour laquelle les isolants peuvent être transparents à la lumière visible, mais pas les métaux ; l'absorption électronique à travers la bande interdite n'est cependant pas le seul mode d'absorption des photons dans un matériau, de sorte qu'un isolant peut également être opaque. À noter qu'il existe des matériaux à la fois électriquement conducteurs et optiquement transparents, comme certains oxydes.
Il découle de tout ceci que la résistance électrique d'un semiconducteur diminue lorsqu'il est soumis à un rayonnement électromagnétique suffisamment énergétique pour injecter des porteurs dans sa bande de conduction.